# Ramsay MacDonald
James Ramsay MacDonald (Lossiemouth, 12 ottobre 1866 – Oceano Atlantico, 9 novembre 1937) è stato un politico britannico.
Membro dapprima del Partito Laburista Indipendente, nel 1906 fu tra i fondatori del Partito Laburista inglese, del quale divenne leader nel 1911. Fu Primo ministro del Regno Unito in tre governi. Dal 22 gennaio al 4 novembre 1924 guidò un governo interamente laburista (il primo della storia inglese), dal 5 giugno 1929 al 24 agosto 1931 fu di nuovo a capo di un esecutivo laburista, mentre da questa data fino al 7 giugno 1935 fu a capo di una coalizione di unità nazionale.

## Giovinezza e ingresso in politica
MacDonald era figlio illegittimo di un bracciante e di una cameriera, una condizione piuttosto frequente nella Scozia dell'epoca. Venne registrato all'anagrafe con il cognome del padre, MacDonald, e quello della madre, Ramsay. Trasferitosi a Londra nel 1886, ottenne un lavoro come impiegato e si iscrisse ad un gruppo della sinistra riformista, l'Unione Socialista. Studiò scienze, botanica, agricoltura, matematica e fisica presso la Birkbeck, Università di Londra. Il 13 novembre 1887 partecipò alla grande manifestazione socialista di Trafalgar Square, conclusasi con una carica delle forze dell'ordine, che provocarono alcuni morti e numerosi feriti.
Nel 1888 MacDonald trovò lavoro come segretario di Thomas Lough, un mercante di tè e politico radicale, che nel 1892 fu eletto deputato con il Partito Liberale. Questo lavoro permise a MacDonald di conoscere a fondo la vita politica della capitale; tuttavia MacDonald preferì dimettersi da segretario e si iscrisse alla Società Fabiana, di cui promosse i principi in pubbliche conferenze. In quel periodo nel movimento operaio britannico si era diffusa la convinzione che fosse necessaria una rappresentanza autonoma dei lavoratori in parlamento, non più vincolata al Partito Liberale.
Nel 1894 MacDonald si iscrisse al Partito Laburista Indipendente guidato da Keir Hardie, il primo partito socialista di massa, sebbene non marxista, nella storia del Regno Unito. Dopo alcune candidature senza successo per la Camera dei Comuni (1895 e 1900), MacDonald caldeggiò la nascita del Comitato di Rappresentanza Laburista, formato da rappresentanti di molti gruppi e associazioni operaie, oltre che dal Trades Union Congress, il principale sindacato britannico; MacDonald divenne Segretario del Comitato, in quanto rappresentante del Partito Laburista Indipendente. Grazie ad un accordo elettorale da lui stesso negoziato con il Partito Liberale, il Comitato, divenuto ufficialmente nel 1906 Partito Laburista, ottenne, nelle elezioni di quell'anno, il primo significativo risultato elettorale, e MacDonald fu eletto deputato a Leicester. I deputati laburisti sostennero dall'esterno i governi liberali di Campbell-Bannerman e Asquith.

## Leadership del Partito Laburista

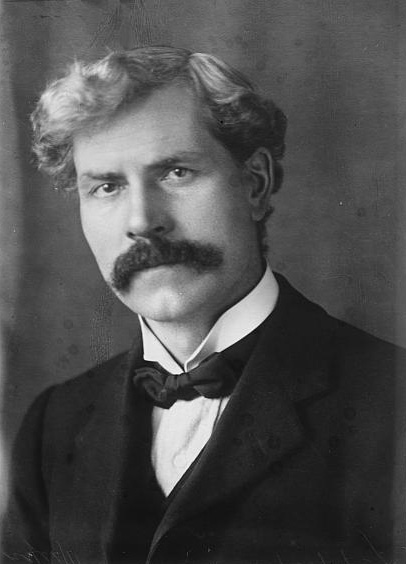
MacDonald ai primi del Novecento

Nel 1911, conquistò la leadership del partito (formalmente come Presidente del gruppo parlamentare laburista). Con lo scoppio della prima guerra mondiale (agosto 1914), poiché i parlamentari laburisti votarono in maggioranza i crediti di guerra e appoggiarono il Governo Asquith, MacDonald, convinto neutralista, si dimise da leader del partito, venendo sostituito da Arthur Henderson, e assunse la carica di tesoriere. Molto criticato per quello che appariva anti-patriottismo, MacDonald guardò inizialmente in maniera favorevole alla rivoluzione di febbraio in Russia (fatto del resto comune a molti esponenti della sinistra europea), tanto da proporre la costituzione di consigli di operai e soldati, simili ai soviet, anche in Gran Bretagna. Nel 1918, dopo aver presentato una proposta di nazionalizzazione dei principali mezzi di produzione, venne sconfitto alle elezioni, perdendo il proprio seggio.
Soltanto nel 1922 MacDonald tornò alla Camera dei comuni come deputato del collegio di Aberavon, in Galles, nel contesto di una generale crescita dei voti e dei seggi laburisti. Fu rieletto leader del partito, e, poiché per la prima volta il Partito Laburista aveva ottenuto più seggi dei liberali, MacDonald divenne ufficialmente Leader dell'Opposizione. Nelle elezioni del 1923 i laburisti, sotto la sua guida, sorpassarono per la prima volta il Partito Liberale anche per numero di voti e divennero il secondo partito britannico dietro i Conservatori. Appariva chiaro ormai che i laburisti erano vicini alla possibilità di governare. Questo avvenne nel gennaio 1924, quando i conservatori di Stanley Baldwin persero un voto di fiducia alla Camera dei Comuni, e re Giorgio V incaricò MacDonald di formare un governo, cosa resa possibile dall'appoggio esterno dei liberali di Asquith. Fu il primo governo laburista della storia britannica, il primo guidato da una persona proveniente dalla working class e uno dei pochi guidati da un non laureato.

## Primo Governo Laburista
Non avendo una maggioranza assoluta di seggi alla Camera dei Comuni e dovendo dipendere dai voti del Partito Liberale, MacDonald non ebbe molti margini di manovra in politica interna, e per questo preferì dedicarsi alla politica estera. In questo ambito, cercò di superare la situazione venutasi a creare in seguito al Trattato di Versailles, in particolare cercando una soluzione al problema delle riparazioni dovute dalla Germania, trovando un compromesso accettabile anche da parte francese. Soprattutto, però, suscitò polemiche da parte dei conservatori la decisione del Governo di riconoscere ufficialmente l'Unione Sovietica con due trattati. Quando emerse la volontà di MacDonald di riconoscere un prestito al governo bolscevico, anche i liberali ritirarono il loro appoggio e provocarono la caduta del governo. MacDonald convocò le elezioni improvvisamente nell'ottobre del 1924.
La campagna elettorale fu caratterizzata dalla pubblicazione da parte del Daily Mail di una lettera firmata da Zinoviev, il presidente dell'Internazionale Comunista al rappresentante britannico dell'organizzazione, in cui si chiedeva che i deputati laburisti simpatizzanti per l'Unione Sovietica facessero pressioni sul Governo per la ratifica dei trattati, in mancanza dei quali si sarebbe dovuto lavorare a una rivoluzione comunista in Gran Bretagna. La lettera era in effetti un falso, come accertato dagli storici, e tuttavia all'epoca fu creduta vera da molti e certamente ebbe un effetto negativo per il Partito Laburista. Nonostante questo, i laburisti riuscirono a contenere la perdita di seggi, e il vero sconfitto fu il Partito Liberale, mentre i conservatori, che riscossero un vero exploit elettorale conquistando 413 seggi contro i 151 dei laburisti, tornarono al governo guidati da Baldwin. Da quel momento, con il ridimensionamento del partito liberale, il sistema politico inglese assumerà un'impronta fortemente bipartitica.

## Secondo Governo Laburista

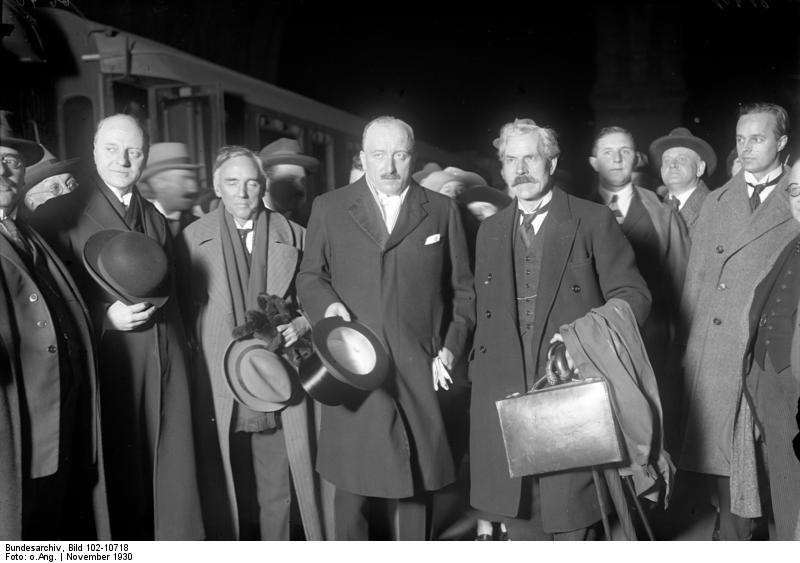
MacDonald nel novembre 1930 a Londra per la prima Conferenza indiana convocata per discutere le riforme costituzionali del paese

L'evento più significativo dei cinque anni di governo conservatore fu lo sciopero generale del 1926, iniziato con l'astensione dei minatori (che bloccarono l'industria inglese), appoggiato dai laburisti. La sconfitta del movimento sindacale in questa occasione segnò l'inizio di un profondo declino delle Trade Unions e di una lunga stagione di egemonia politica conservatrice. In un contesto di disoccupazione stabilmente elevata, nel maggio 1929 i laburisti ottennero la maggioranza relativa dei seggi, 288 contro i 260 dei conservatori e i 59 dei liberali, i quali ancora una volta accettarono di votare la fiducia a MacDonald (che in queste elezioni vinse il seggio di Seaham, nella contea di Durham). Il nuovo governo ebbe una vita inizialmente più tranquilla rispetto alla precedente esperienza del 1924. MacDonald convocò una conferenza per il disarmo navale con gli Stati Uniti e il Giappone, ma non venne raggiunto un accordo unanime.

## Governo Nazionale (1931-1935)
Quando scoppiò la Grande depressione economica, i laburisti non avevano idee diverse da quelle tradizionali di risparmi per non alimentare il deficit, mentre furono Lloyd George e Keynes sul fronte liberale, e Mosley tra i laburisti, a suggerire una politica più interventista da parte del governo. Quando vide che le sue idee non trovavano seguito, Mosley uscì dal partito e più tardi si convertì al fascismo. Intanto la disoccupazione saliva paurosamente, e il Governo doveva cercare di alleviare la condizione dei disoccupati, pur cercando di rimanere fedele al gold standard. Nel 1931 il rapporto May, elaborato dalla commissione per le spese nazionali, indicò come unico mezzo per salvare il bilancio pubblico una politica di tagli alla spesa pubblica, mentre Keynes invitava il Governo a svalutare la sterlina e aumentare la spesa senza badare al deficit.

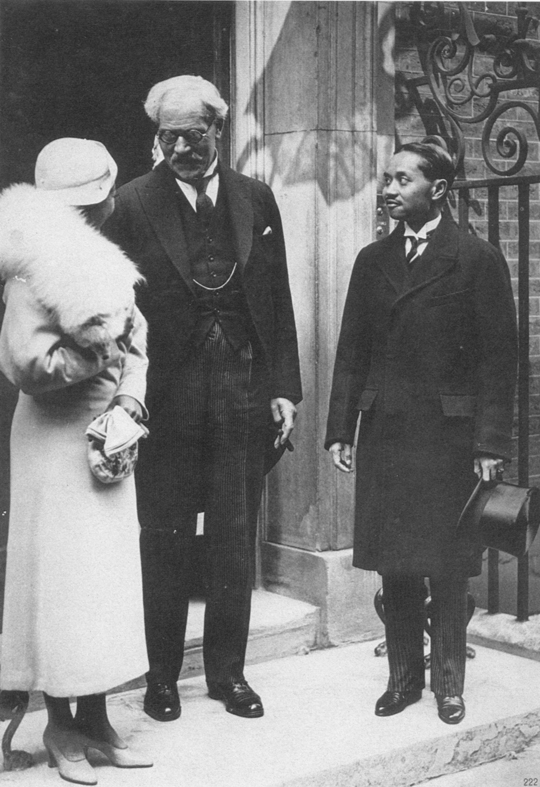
MacDonald incontra re Prajadhipok e la regina Rambhai Barni nel 1934 di fronte a Downing Street

Quando i sindacati (le Trade union), che erano la colonna portante del Partito laburista, rifiutarono di accettare i sacrifici proposti dal suo governo, era chiaro che i laburisti si sarebbero divisi. MacDonald decise, con una parte dei suoi colleghi al Governo, di formare un nuovo governo di unità nazionale con i conservatori e i liberali, una scelta che ne provocò l'immediata espulsione dal partito laburista e la fondazione, da parte di MacDonald, di un nuovo gruppo definito "Laburista Nazionale". Il nuovo partito non aveva in pratica nessun consenso nel Paese o nelle Trade Unions, e procurò al suo leader, e capo del Governo, l'accusa di tradimento.
I conservatori invitarono MacDonald a convocare elezioni immediate, che furono vinte in modo schiacciante dal "Governo nazionale" (conservatori, liberali e laburisti nazionali), mentre i laburisti persero oltre tre quarti dei loro seggi. È probabile che MacDonald stesso non prevedesse né desiderasse una simile sconfitta del suo vecchio partito, e che sperasse in una successiva riconciliazione, che a quel punto si rivelò impossibile.
Il nuovo governo era di fatto dominato dai conservatori di Baldwin e Neville Chamberlain, e MacDonald, pur restando in carica quale Primo Ministro, non aveva realmente il controllo sulla politica interna. Preferì allora concentrarsi sulla politica estera, impegnandosi sempre a favore del disarmo e della Società delle Nazioni. Questo non bastò a migliorare i rapporti con i laburisti, e con la scelta dei conservatori di applicare una politica protezionistica come strumento per combattere la crisi economica, perse anche l'appoggio di una parte dei liberali.

## Gli ultimi anni
La salute di MacDonald iniziò inoltre a declinare ed anche il suo pacifismo gli procurò le critiche di alcuni conservatori, come Winston Churchill. MacDonald si dimise quindi da primo ministro nel giugno del 1935, venendo sostituito da Baldwin e accettando la carica di lord presidente del Consiglio, una carica per lo più onorifica che comunque gli consentiva di rimanere membro del gabinetto di governo. Alle successive elezioni del novembre 1935 MacDonald non riuscì a conquistare il suo seggio parlamentare. Pur riuscendo a essere eletto in una successiva elezione suppletiva, si ritirò dalla vita politica e morì nel novembre 1937 nel corso di una crociera nell'Oceano Atlantico. La salma venne tumulata in Scozia, nel cimitero parrocchiale di Spynie ad Elgin, nella contea di Moray.